# Peremoha, Ohtîrka
Peremoha (în ucraineană Перемога) este un sat în comuna Huhra din raionul Ohtîrka, regiunea Sumî, Ucraina.

## Demografie
Componența lingvistică a localității Peremoha
     Ucraineană (86,67%)
     Rusă (13,33%)
Conform recensământului din 2001, majoritatea populației localității Peremoha era vorbitoare de ucraineană (86,67%), existând în minoritate și vorbitori de rusă (13,33%).